# Mazda Capella
Mazda Capella — автомобиль среднего класса, разработанный и производившийся японской компанией Mazda Motor Corporation c 1970 по 2002 год. На европейском и американском рынках известен как Mazda 626. На базе этого автомобиля, Ford Motor Company были созданы Ford Telstar и Ford Probe.
Mazda 626 была основана на модели Mazda Capella, выпускаемой преимущественно для японского рынка.  Она заменила модели 616/618 и RX-2 в 1979 году и продавалась вплоть до 2002 года, когда семейство автомобилей Mazda пополнила Mazda6. Всего по миру было продано 4 345 279 автомобилей этой модели, в том числе под названием «Ford Telstar». Позже была переименована, и стала известной как Mazda 6.
Mazda 626 также продавалась как Ford Telstar в Азии, Австралии и Южной Африке, но позже была заменена автомобилем Ford Mondeo, выпускаемым в Европе. Тогда как в Европе выпускаемая модель всегда была большого размера, в Северной Америке первые два поколения 626-й были компактными автомобилями, а третье, четвёртое и пятое поколения — автомобилями среднего размера.

## Первое поколение
Первая Capella сошла с конвейера в 1970 году и её производство продолжалось до 1974 года. Автомобиль был оснащен 4-цилиндровым двигателем объёмом 1,6 литра и мощностью 104 л.с.
На экспорт машина шла под названием Mazda 616 в вариантах кузова седан и купе. 616-й играл важную роль в стратегии развития Mazda на американском рынке в 1971 году. Год спустя, инженеры компании установили на него более мощный двигатель объёмом 1,8 литра. Автомобиль получил название Mazda 618.

## Второе поколение
Второе поколение заднеприводных Capella производились с 1978 по 1982 год. Во всем мире он известен под названием Mazda 626, и только в Великобритании как Mazda Montrose. Таким странным названием он обязан городу Монтроз в Шотландии, где находится местное представительство фирмы Mazda. Автомобиль собирался в двух комплектациях: с 3- и 4-ступенчатой механической коробкой передач. В 1982 году, по случаю 10-летнего юбилея открытия сборочной линии в Новой Зеландии, ограниченным тиражом вышла модель с 5-ступенчатой механической КПП. К числу характерных отличий этой юбилейной серии можно отнести: увеличенные бамперы, дополнительные фары дальнего света на решетке радиатора, встроенный AM-радиоприёмник, легкосплавные диски и обивка салона из велюра.

## Галерея

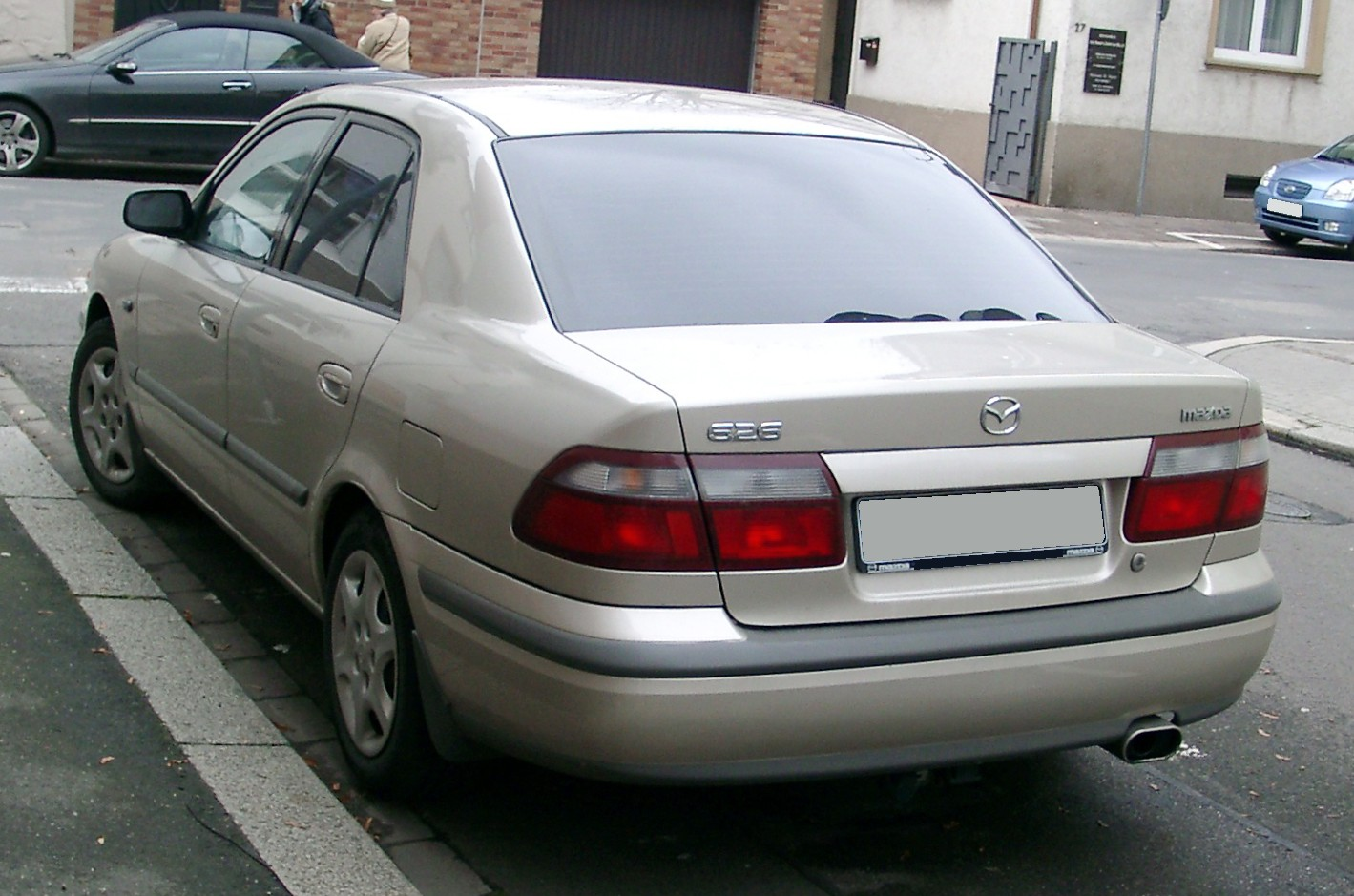
Mazda 626 Седан (1997-1999 годы)
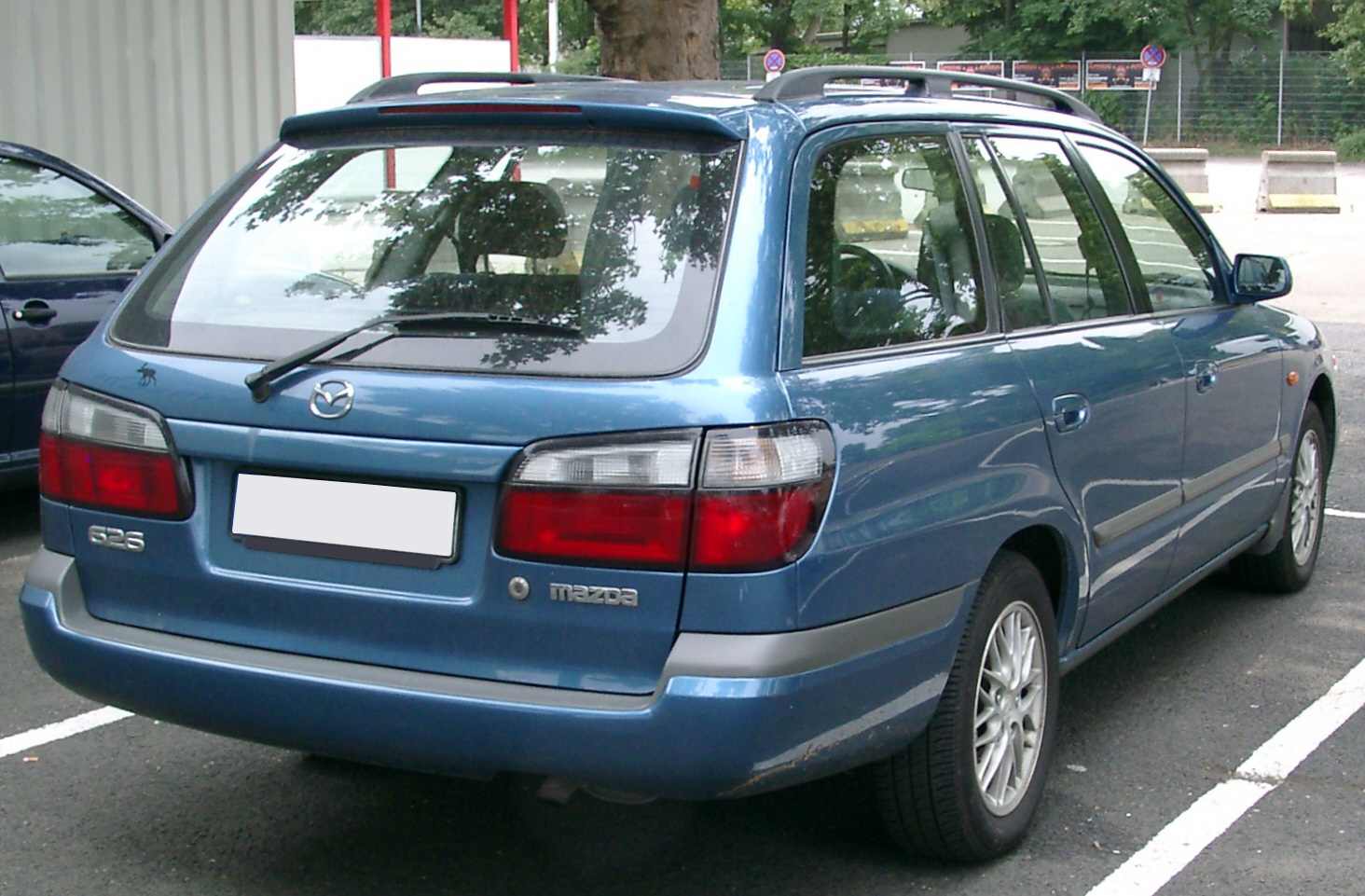
Mazda 626 Комби (1997-2000 годы)
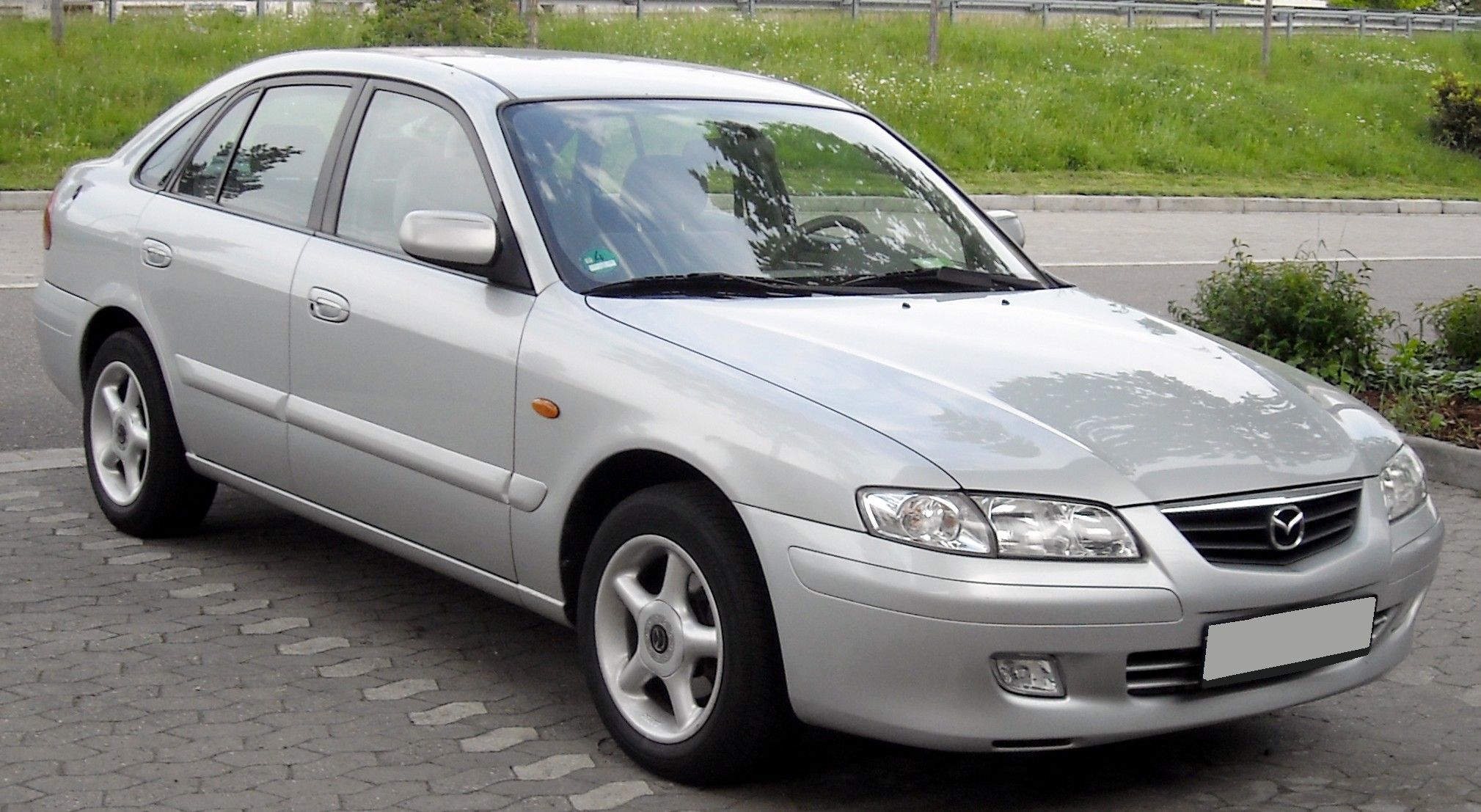
Mazda 626 Хетчбэк (2000-2002 годы)
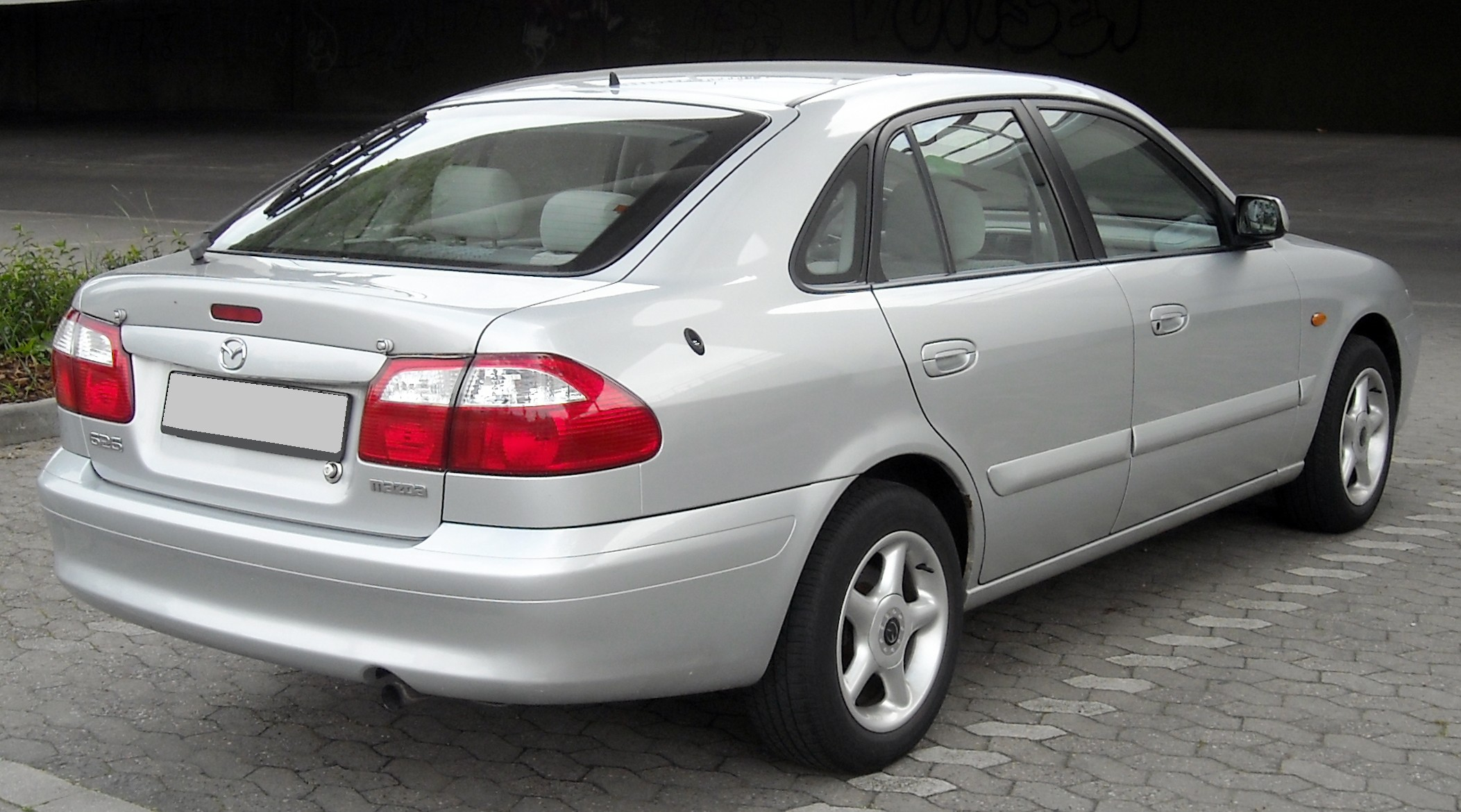
626 Хетчбэк (вид сзади)
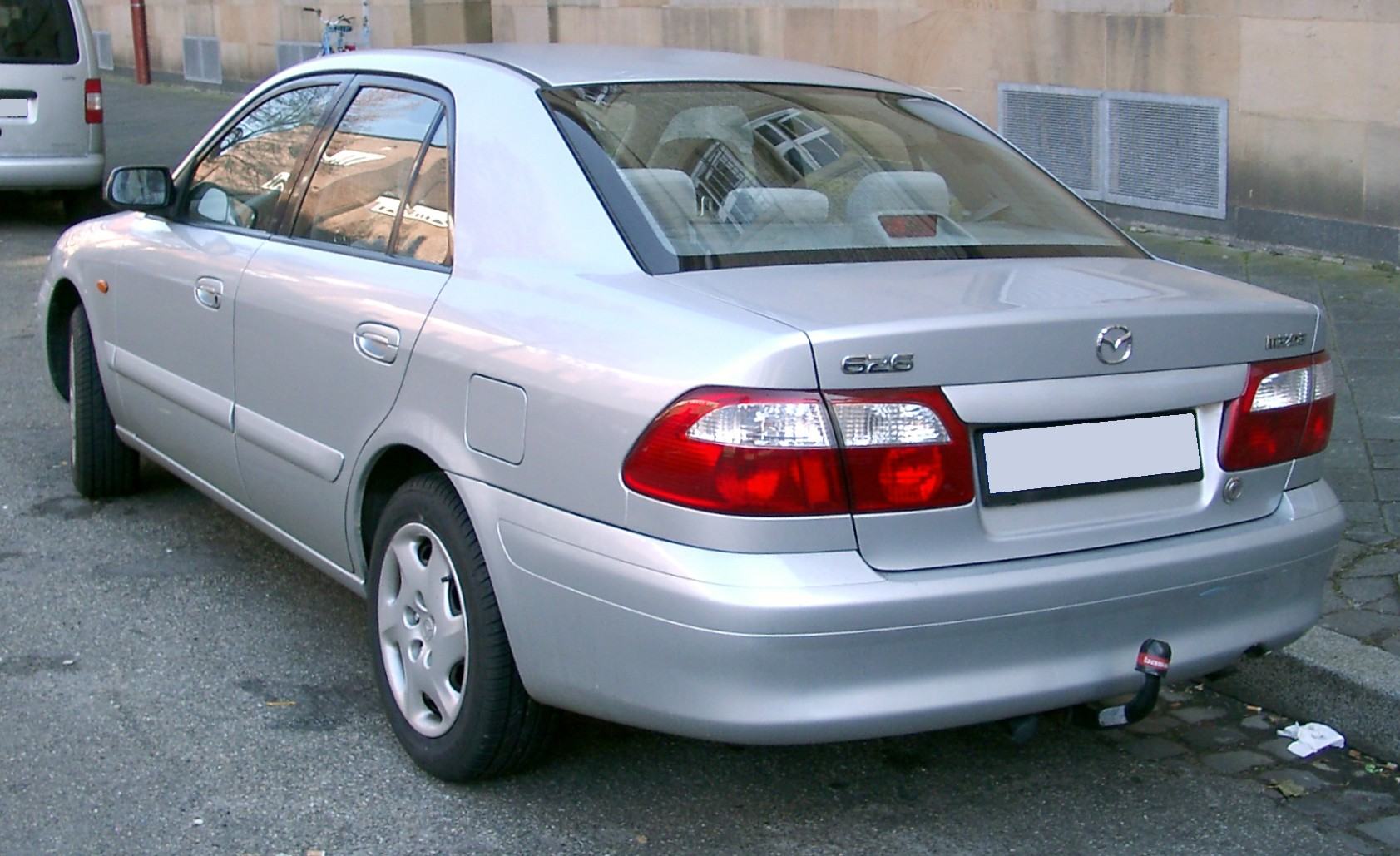
Mazda 626 Sedan (2000-2002 годы)